# Cynthiana (Kentucky)
Cynthiana es una ciudad ubicada en el condado de Harrison en el estado estadounidense de Kentucky. En el Censo de 2010 tenía una población de 6402 habitantes y una densidad poblacional de 609,73 personas por km².

## Geografía
Cynthiana se encuentra ubicada en las coordenadas 38°22′59″N 84°18′7″O / 38.38306, -84.30194. Según la Oficina del Censo de los Estados Unidos, Cynthiana tiene una superficie total de 10.5 km², de la cual 10.39 km² corresponden a tierra firme y (1.09%) 0.11 km² es agua.

## Demografía
Según el censo de 2010, había 6402 personas residiendo en Cynthiana. La densidad de población era de 609,73 hab./km². De los 6402 habitantes, Cynthiana estaba compuesto por el 92.55% blancos, el 4.76% eran afroamericanos, el 0.17% eran amerindios, el 0.28% eran asiáticos, el 0.03% eran isleños del Pacífico, el 0.47% eran de otras razas y el 1.73% pertenecían a dos o más razas. Del total de la población el 2.36% eran hispanos o latinos de cualquier raza.